# Ivanhoe (Californie)
Pour les articles homonymes, voir Ivanhoe.
Ivanhoe est une census-designated place américaine située dans le comté de Tulare dans l'État de Californie. En 2010, sa population était de 4 495 habitants.

## Démographie
| 2000  | 2010  | - | - | - | - |
| ----- | ----- | - | - | - | - |
| 4 474 | 4 495 | - | - | - | - |

## Source de la traduction
- (en) Cet article est partiellement ou en totalité issu de l’article de Wikipédia en anglais intitulé « Ivanhoe, California » (voir la liste des auteurs).